# Off Limits
Off Limits (Brasil: O Promotor de Encrencas / Portugal: Bob, O Incrível) é um filme estadunidense de 1953, do gênero comédia, dirigido por George Marshall e estrelado por Bob Hope e Mickey Rooney. O filme fez muito sucesso, graças à dupla central de atores e à engenhosidade e agilidade do roteiro. O elenco também conta com Jack Dempsey em sua penúltima aparição nas telas, de um total de dezenove.

## Sinopse
Quando Bullets Bradley, campeão dos pesos leves, é convocado pelo Exército, o gângster Vic Breck obriga seu treinador, Wally Hogan, a fazer o mesmo, para não perdê-lo de vista. Na seção de recrutamento, Hogan descobre que Bradley foi dispensado. Tarde demais, contudo: ele é destacado para a Polícia Militar do Exército, onde continuamente arranja encrenca com o sargento Karl Danzig. Lá, encontra também Herbert Tuttle, aspirante a boxeador, e aceita treiná-lo quando descobre que a tia dele, Connie Curtis, é uma beldade que se apresenta em clubes noturnos.

## Elenco
| Ator/Atriz       | Personagem      |
| ---------------- | --------------- |
| Bob Hope         | Wally Hogan     |
| Mickey Rooney    | Herbert Tuttle  |
| Marilyn Maxwell  | Connie Curtis   |
| Eddie Mayehoff   | Karl Danzig     |
| Stanley Clements | Bullets Bradley |
| Jack Dempsey     | Jack Dempsey    |
| Marvin Miller    | Vic Breck       |
| John Ridgely     | Tenente Parnell |